# Charakter
Unter Charakter versteht man traditionell – ausgehend von der aristotelischen Ethik – und erneut in der modernen Psychologie diejenigen persönlichen Kompetenzen, die die Voraussetzung für ein moralisches Verhalten bilden.
In einer zweiten, in der antiken Naturphilosophie wurzelnden Traditionslinie versteht man unter dem Charakter eines Menschen auch dessen Temperament bzw. dessen auffällige Verhaltensgewohnheiten.

## Begriffsgeschichte

### Griechisches Altertum
Das Wort geht auf altgriechisch χαρακτήρ charaktér zurück und bedeutet dort ursprünglich „Prägestempel“, „Prägung“, und im übertragenen Sinne auch „Eigenart“. Galens Temperamentenlehre, die auf der hippokratischen Humoralpathologie basierte, unterschied zwischen melancholischen, cholerischen, sanguinischen und phlegmatischen Charaktertypen (oft auch als Temperamente bezeichnet), in der Hoffnung, daraus Schlüsse über die Behandlung von Krankheiten ziehen zu können. Diese Lehre inspirierte viele spätere Temperamentenlehren, wurde aber immer wieder in Frage gestellt und gilt, seit Rudolf Virchow im 19. Jahrhundert der Zellularpathologie zum Durchbruch verhalf, als vollständig überholt.
Ein weitaus moderneres Charakterkonzept entwickelte Aristoteles im 4. Jahrhundert v. Chr. in seiner Nikomachischen Ethik. Aristoteles stellt darin fest, dass der Mensch, um gut und glücklich zu leben, Tugenden (aretai) besitzen müsse. Dabei unterscheidet er zwischen Verstandestugenden, die durch Belehrung erworben werden, und Charakter- bzw. ethischen Tugenden (aretai ēthikai), die der Mensch sich durch Übung und Gewohnheit aneigne. Zu den letzteren zählt er ‒ neben den drei platonischen Kardinaltugenden Tapferkeit, Besonnenheit und Gerechtigkeit ‒ unter anderem die Freigiebigkeit, die hohe Gesinnung und die Wahrhaftigkeit. Der Mensch werde mit solchen sittlichen Tüchtigkeiten nicht geboren, bringe jedoch die Anlage mit, um diese zu entwickeln. Die Kultivierung des Charakters (ἕξις, hexis) ist für Aristoteles ein langwieriger Prozess des moralischen Übens und Eingewöhnens. Den idealen Rahmen hierfür bilde die Polis, die mit ihren Regelsystemen gewährleiste, dass das Individuum nicht nur belehrt, sondern an gleichförmiges tugendhaftes Handeln gewöhnt werde.

### Judentum, Christentum und Islam
Zentrale Bedeutung hat das Konzept des Charakters als moralische Größe seit jeher auch im Judentum. So wird im Talmud Charakter als Summe gottgefälliger Verhaltensmuster verstanden. Maimonides, der im 12. Jahrhundert rabbinische Lehren im Lichte der aristotelischen Ethik neu interpretierte, lehrte, dass der Mensch gute Charakterzüge erwirbt, indem er gewohnheitsmäßig gut handle, wobei eine Tat dann gut sei, wenn sie die Extreme meide und „gerade richtig“ sei. Vor Maimonides hatten bereits Solomon ibn Gabirol und Bachja ibn Pakuda zum jüdischen Charakterkonzept beigetragen. Der Aggada nach dient auch das Studium und das Sammeln von Weisheit allein der Verbesserung des Charakters.
Im Christentum wird, allgemein zusammengefasst, bei jeweiligen menschlichen Entscheidungen, ein Mittelweg zwischen Gut und Böse als noch nicht ausreichend gesehen, um als „Gerechter“ vor Gott zu gelten, um letztlich als solcher in „verherrlichter Gestalt“ in das Ewige Leben einzuziehen (siehe auch (1 Petr 4,19 )). Petrus beschreibt den Weg zum guten Menschen und zur Gnade Gottes, indem er in (1 Petr 4,19 ) sagt, der Mensch soll Gutes tun und dadurch sein Leben dem treuen Schöpfer „anbefehlen“. Ein „guter Mensch“ setzt demnach solche Handlungen, die „primär“ von der Liebe Gottes her motiviert sind, insbesondere gute Taten, denen er, nach einem inneren Konflikt mit einem sündhaften Bedürfnis aus den Trieben der Natur (vgl. z. B. (1 Petr 3,12 ), (2 Tim 2,22 ), (Lk 14,12-14 )), den Vorzug gab. Ein Konzept des Charakters als Repräsentation von Tugenden innerhalb des Menschen erscheint auch sehr früh in der christlichen Ethik. So begriff bereits Augustinus (354–430) den sittlichen Charakter des Menschen als Ausdruck des Lebens im Heiligen Geist und als Voraussetzung für das Ewige Leben (nach dem Tod), in Vereinigung und Verähnlichung mit Gott (vgl. auch). Diesbezüglich kritisierte er den aristotelischen Tugendkanon – virtutes wie die Selbstbeherrschung bezeichnete er deshalb, wenn sie nicht allein darauf zielten, den Menschen Gott näher zu bringen, als ein Laster – und ließ allein christliche Demut (humilitas) und Liebe (caritas) als heilsbringend gelten (siehe auch ). Thomas von Aquin (um 1225–1274), der seine Tugendlehre ebenfalls auf die von Aristoteles aufbaut, spricht vom „Habitus“ des Menschen, der gewohnheitsmäßig entweder gute oder böse Handlungen wähle, wobei ihn als Theologen besonders die menschliche Willensfreiheit interessiert. Für Luther widerspricht die Vorstellung, dass untugendhafte Menschen sich durch wiederholt gute Taten einen tugendhaften Habitus selbst erwerben können, dem Evangelium, das verkündet, so ein Mensch müsse zuerst in eigener Buße bzw. Umkehr durch die Gnade Gottes Vergebung erfahren und – bevor er das Himmelreich schauen kann – von seinen Sünden erlöst werden (Vgl. auch ).
Eine von der aristotelischen Ethik beeinflusste Charakterkonzeption findet sich auch im Islam, etwa bei Abu al-Hassan al-Amiri († 992) und bei Ebn Meskavayh (932–1030), dessen Schriften Tahḏib al-aḵlāq wa-taṭhir al-aʿrāq und Tartib al-Sa’adat im Wesentlichen Zusammenfassungen der aristotelischen Überlieferung darstellen.
Im 10. Jahrhundert absorbierte Yahya ibn Adi (†974), ein in Bagdad lebender Philosoph, der ein Grenzgänger zwischen Christentum und Islam war, die aristotelischen Überlegungen für seine Schrift Tahdhib Al-Akhlaq.
Der Islam zeigt in etlichen Überlieferungen (Sunna), dass der Charakter ein wichtiger Anteil der Religion ist, wobei der Charakter des Propheten Muhammad als „Quranisch“ beschrieben wird. „[...] Ich sagte: O Mutter der Gläubigen! Erzähle mir vom Charakter des Gesandten Allahs, Allahs Segen und Heil auf ihm. Sie erwiderte: Liest du den Koran nicht? Ich sagte: Doch! Sie sagte: Der Charakter des Propheten, Allahs Segen und Heil auf ihm, war der Koran. (Das heißt, daß er sich laut dem Koran benahm.)[...]“

Die Ausprägung des Begriffs Al-Akhlaq wird als Charakter übersetzt und kann als aus mehreren Bestandteilen bestehend beschrieben werden, unter anderem die angeborenen (Fitra), aber auch die praktizierten oder antrainierten ('ada) sowie die durch dauerhafte Praxis der Seelenreinigung (Tazkiyatun Nafs) oder Charaktererziehung geprägten Eigenschaften, die sich in dem Charakter verwandeln.
"Abu Huraira, Allahs Wohlgefallen auf ihm, berichtete:  Der Gesandte Allahs, Allahs Segen und Heil auf ihm, wurde gefragt: „Wer ist der edelste unter allen Leuten?“ Und er antwortete: „Derjenige, der am gottesfürchtigsten ist.“ Die Leute sagten: „Nicht danach haben wir dich gefragt.“ Er sagte: „Dann der edelste unter den Menschen ist Yusuf (Josef), der Prophet Allahs, Sohn des Propheten Allahs, Sohn des Propheten Allahs, Sohn des Freundes Allahs.“ Die Leute sagten: „Nicht danach haben wir dich gefragt.“ Er sagte: „Dann fragt ihr also über die Charakterzüge unter den Arabern? Die Menschen haben verschiedene Charakterzüge. Die besten von ihnen in der Zeit vor dem Islam (Ğahiliyya), sind auch die besten von ihnen im Islam, wenn sie nur belehrt sind (in Glaubensfragen).“
ähnliches im Quran:
„An dem Tag wird jede Seele das, was sie an Gutem getan hat, bereit finden. Und von dem, was sie an Bösem getan hat, hätte sie gern, wenn zwischen ihr und ihm ein weiter Abstand wäre. Und Allah mahnt euch zur Vorsicht vor Sich selbst. Allah ist Gnädig zu den Menschen.“(Al Qur'an 3:30)

### Frankreich
Das Wort „Charakter“ gelangte erst im 17. Jahrhundert in den deutschsprachigen Raum, und zwar über Frankreich, wo etwa Montaigne den Ausdruck bereits im 16. Jahrhundert verwendet hatte. Eine zentrale Rolle spielte der caractère dann in der Moral- und Erziehungsphilosophie Rousseaus, der davor warnt, dem Verstand des Kindes mehr Aufmerksamkeit zu widmen als seinem Gemüt und Charakter, und empfiehlt, diesen Charakter gegen die Zufälle des Lebens ebenso abzuhärten wie den Körper.

### Deutsche Aufklärung und Deutscher Idealismus
Kant definierte Charakter als die „praktische konsequente Denkungsart nach unveränderlichen Maximen“. Rousseau hatte starken Einfluss auf Johann Heinrich Campe, der die Charakterbildung des Kindes ebenfalls ins Zentrum seiner Erziehungsphilosophie stellte. Im moralischen Schrifttum der Aufklärung erlebte der Begriff insgesamt eine Psychologisierung und Säkularisierung; er wurde neu definiert als Summe von Persönlichkeitseigenschaften, unter denen eine herausragt und den Charakter bestimmt. Prägnante Beispiele für dieses Konzept finden sich in den Satiren Gottlieb Wilhelm Rabeners und in Christian Fürchtegott Gellerts Moralischen Vorlesungen. In der Musik erschien parallel die Form des Charakterstücks. Friedrich Schiller regte 1795 an, den Charakter durch ästhetische Bildung zu veredeln. Die Charakterbildung, die neben Schiller u. a. auch Goethe und Wilhelm von Humboldt fordern und deren Ideal in Deutschland der Künstlertypus ist, wird im ausgehenden 18. Jahrhundert zu einem Gegenentwurf zum bürgerlichen Nützlichkeitsdenken.

### Charakterologie des 19. Jahrhunderts
Im 19. Jahrhundert entstand – in Deutschland geführt von dem Philosophen Julius Bahnsen – eine Charakterkunde, die erneut den Versuch einer psychologischen Typologie von Charakterformen unternahm.

### 20. Jahrhundert
Der Psychoanalytiker Erich Fromm unterschied in den 1930er Jahren zwischen einem Individualcharakter und einem Sozialcharakter bzw. Gesellschaftscharakter, wobei letzterer die sozial signifikante Kernstruktur der Persönlichkeiten bezeichnet, die einer bestimmten Gesellschaft angehören. Als Beispiele nennt er einen oral-rezeptiven, einen narzisstischen, einen konformistischen, einen Marketing- und einen nekrophil-destruktiven Charakter. Noch stärkeren Einfluss erlangte sein Konzept eines autoritären Charakters, mit dem Fromm ein bestimmtes Muster von sozialen Einstellungen und Persönlichkeitsmerkmalen bezeichnete, die für faschistische Ideologien besonders anfällig mache. Theodor W. Adorno und andere entwickelten auf dieser Grundlage später ihre Theorie der autoritären Persönlichkeit. Robert Havighurst und Robert F. Peck stellten die Entwicklung des Charakters auf eine empirische Basis in der Entwicklungspsychologie.

### Gegenwart
In den 1990er Jahren gelangte der Begriff „Charakter“ erneut in den wissenschaftlichen Diskurs. So definierte der Sozialtheoretiker Amitai Etzioni 1993 folgendermaßen: 

„Wir verstehen unter ‚Charakter‘ die psychologischen Muskeln, die es einem Menschen erlauben, Impulse zu kontrollieren und Belohnung aufzuschieben, was für Erfolg, Leistung und moralisches Handeln grundlegend ist.“

Der Politikwissenschaftler James Q. Wilson definierte 1991, dass ein guter Charakter mindestens folgende zwei Dinge umfasse: Empathie und Selbstkontrolle. In diesem Sinne wurde der Begriff bald auch von der Positiven Psychologie aufgegriffen, die den Charakter für diejenige Größe hält, die den stärksten Einfluss darauf hat, ob Menschen ein – psychologisch gesehen – gutes Leben führen. Angeregt durch die Einsichten von Forschern wie Martin Seligman und Mihály Csíkszentmihályi sowie durch die Forschung von Albert Bandura, Howard Gardner und das Konzept der emotionalen Intelligenz entstanden in den USA im ausgehenden 20. Jahrhundert erneut auch Ansätze zu einer Charaktererziehung. Eine zweite Traditionslinie, deren Vertreter besonders auf die schulische Charaktererziehung setzen, geht von Lawrence Kohlbergs 1958 begründeter Theorie der Moralentwicklung aus und führt u. a. über die Lehrerausbildungsprogramme von Thomas Lickona.